# A Brit Antarktiszi Terület zászlaja
Ezt a felségjelzést használják a Natural Environment Research Council (Környezeti Kutatások Tanácsa) járművei, amelyek a brit antarktiszi kutatómunkában vesznek részt. Ez az egyetlen fehér mezővel rendelkező felségjelzés, amelynek felsőszögében a Union Jack jelenik meg. A címert 1952. március 11-én adományozták a Falkland-szigetek függő területeinek, majd 1963-ban a címercsúcs hozzáadásával az új gyarmaté lett.
A fáklya a kutatás szimbóluma, hullámos kék sávokkal díszített fehér mező a jéggel borított földet és az antarktiszi vizeket idézi. A pajzsot a brit oroszlán és egy pingvin (a helyi fauna képviselője) tartja. A címercsúcson a Discovery kutatóhajó jelenik meg.